# Acrolepiopsis
Acrolepiopsis is een geslacht van vlinders uit de familie koolmotten (Plutellidae), onderfamilie Acrolepiinae.

## Soorten
- Acrolepiopsis assectella - Preimot
- Acrolepiopsis betulella
- Acrolepiopsis infundibulosa
- Acrolepiopsis marcidella
- Acrolepiopsis mauli
- Acrolepiopsis tauricella
- Acrolepiopsis vesperella